# Fungurume
Fungurume is een gemeente in de Democratische Republiek Congo in de provincie Lualaba. De gemeente ligt in het territorium Lubudi. De gemeente telde volgens de laatste census in 1984 17.660 inwoners en in 2004 naar schatting 28.900 inwoners.
Het is een mijnbouwstad. In de Tenke-Fungurume-mijn die werd geopend in 2006, wordt koper en kobalt gewonnen.
In de gemeente ligt een vliegveld.